# موش برنج
موش برنج (نام علمی: Oryzomys) نام یک سرده از زیرخانواده سینی‌دندانیان است.